# WTA Tour 2020
Il WTA Tour 2020 è un insieme di tornei femminili di tennis organizzati dalla Women's Tennis Association (WTA). Include i tornei del Grande Slam (organizzati in collaborazione con la International Tennis Federation), i Tornei WTA Premier, i Tornei WTA International, la Fed Cup (organizzata dall'ITF), il WTA Elite Trophy e le WTA Finals.
A causa della pandemia di COVID-19 del 2019-2021, i tornei di Indian Wells, Miami, l'intera stagione sull'erba (Wimbledon compreso) e diversi altri tornei sulla terra e sul cemento hanno subito la cancellazione, mentre una parte della stagione sulla terra è stata posticipata al mese di settembre, quindi a metà giugno la WTA ha diramato un nuovo calendario. Per lo stesso motivo, i Giochi della XXXII Olimpiade e la fase finale di Fed Cup sono stati rimandati al 2021.

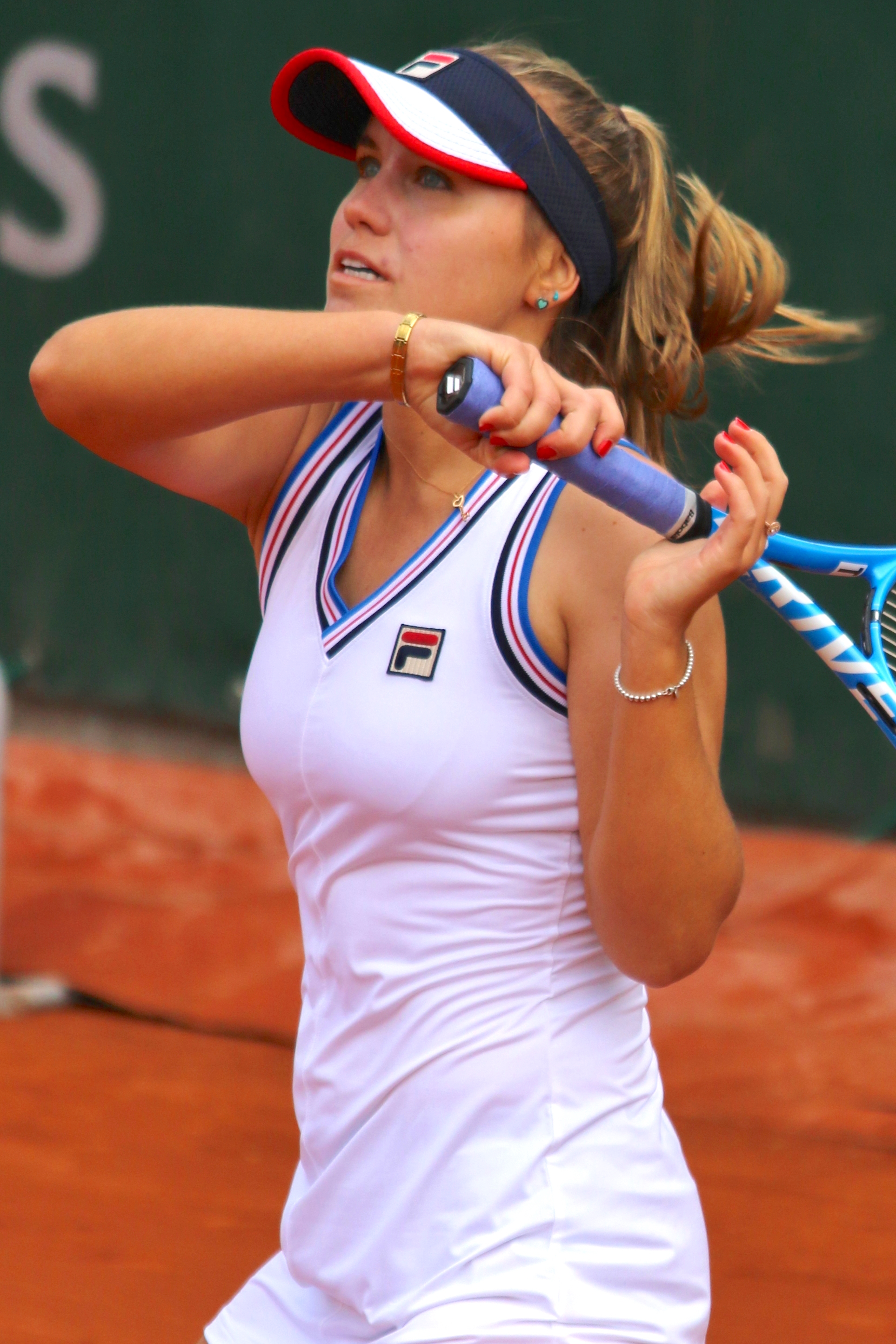
Sofia Kenin è la vincitrice dell'Australian Open

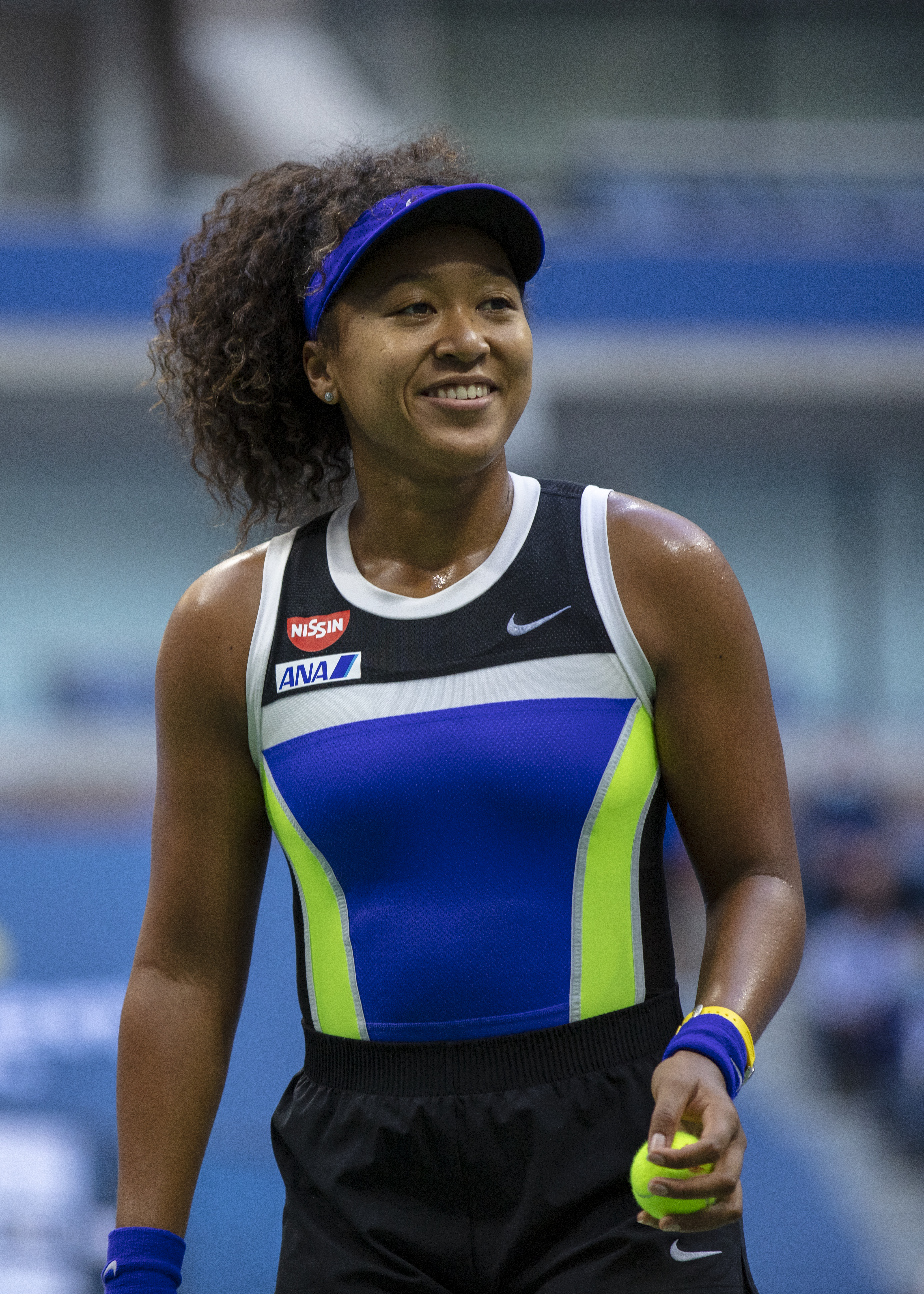
Naomi Ōsaka è la vincitrice dello US Open

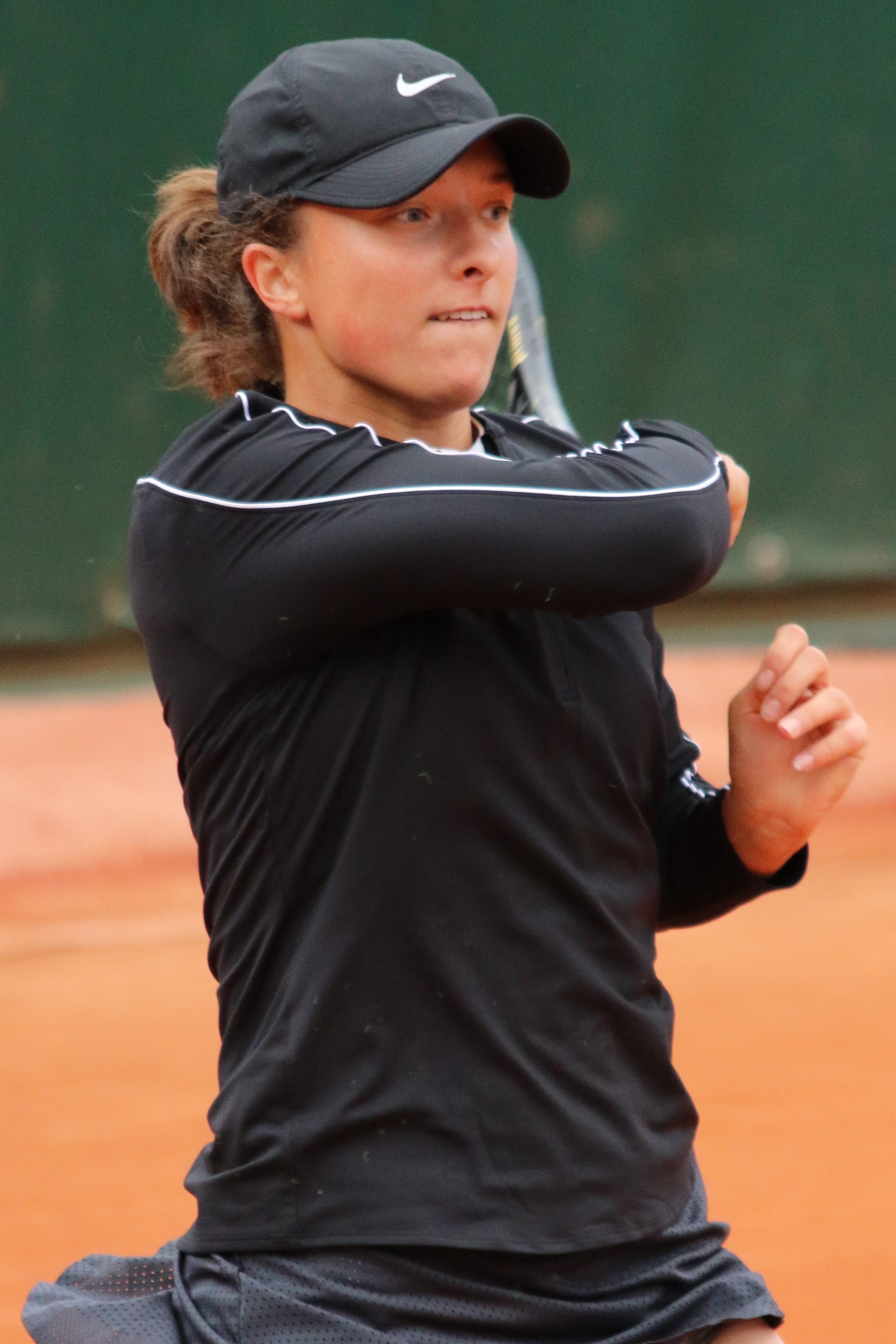
Iga Świątek, con la vittoria dell'Open di Francia, è la prima donna polacca a trionfare in un torneo del Grande Slam

## Calendario
Questo è il calendario completo degli eventi del 2020, con i risultati in progressione dai quarti di finale.
Legenda
| Grande Slam           |
| WTA Finals            |
| WTA Elite Trophy      |
| WTA Premier Mandatory |
| WTA Premier 5         |
| Olimpiade             |
| WTA Premier           |
| WTA International     |
| Torneo a squadre      |

### Gennaio
| Settimana             | Torneo | Campionesse                                            | Finaliste                          | Semifinaliste                       | Eliminate ai quarti                                               |
| --------------------- | --- | ------------------------------------------------------ | ---------------------------------- | ----------------------------------- | ----------------------------------------------------------------- |
| 6 gennaio             | Brisbane International 2020 Brisbane, Australia WTA Premier 1 500 000 $ - Cemento - 30S/32Q/16D Singolare - Doppio                 | Karolína Plíšková 6-3, 4-6, 7-5                        | Madison Keys                       | Naomi Ōsaka Petra Kvitová           | Jennifer Brady Danielle Collins Kiki Bertens Alison Riske         |
| 6 gennaio             | Brisbane International 2020 Brisbane, Australia WTA Premier 1 500 000 $ - Cemento - 30S/32Q/16D Singolare - Doppio                 | Hsieh Su-wei Barbora Strýcová 3-6, 7-6(7), [10-8]      | Ashleigh Barty Kiki Bertens        | Naomi Ōsaka Petra Kvitová           | Jennifer Brady Danielle Collins Kiki Bertens Alison Riske         |
| 6 gennaio             | Shenzhen Open 2020 Shenzhen, Cina WTA International 775 000 $ - Cemento - 32S/16Q/16D Singolare - Doppio                           | Ekaterina Aleksandrova 6-2, 6-4                        | Elena Rybakina                     | Garbiñe Muguruza Kristýna Plíšková  | Zarina Dijas Wang Qiang Elise Mertens Kateryna Bondarenko         |
| 6 gennaio             | Shenzhen Open 2020 Shenzhen, Cina WTA International 775 000 $ - Cemento - 32S/16Q/16D Singolare - Doppio                           | Barbora Krejčíková Kateřina Siniaková 6-2, 3-6, [10-4] | Duan Yingying Zheng Saisai         | Garbiñe Muguruza Kristýna Plíšková  | Zarina Dijas Wang Qiang Elise Mertens Kateryna Bondarenko         |
| 6 gennaio             | ASB Classic 2020 Auckland, Nuova Zelanda WTA International 275 000 $ - Cemento - 32S/32Q/16D Singolare - Doppio                    | Serena Williams 6-3, 6-4                               | Jessica Pegula                     | Amanda Anisimova Caroline Wozniacki | Laura Siegemund Eugenie Bouchard Julia Görges Alizé Cornet        |
| 6 gennaio             | ASB Classic 2020 Auckland, Nuova Zelanda WTA International 275 000 $ - Cemento - 32S/32Q/16D Singolare - Doppio                    | Asia Muhammad Taylor Townsend 6-4, 6-4                 | Serena Williams Caroline Wozniacki | Amanda Anisimova Caroline Wozniacki | Laura Siegemund Eugenie Bouchard Julia Görges Alizé Cornet        |
| 13 gennaio            | Adelaide International 2020 Adelaide, Australia WTA Premier 848 000 $ - Cemento - 30S/32Q/16D Singolare - Doppio                   | Ashleigh Barty 6-2, 7-5                                | Dajana Jastrems'ka                 | Danielle Collins Aryna Sabalenka    | Markéta Vondroušová Belinda Bencic Donna Vekić Simona Halep       |
| 13 gennaio            | Adelaide International 2020 Adelaide, Australia WTA Premier 848 000 $ - Cemento - 30S/32Q/16D Singolare - Doppio                   | Nicole Melichar Xu Yifan 2-6, 7-5, [10-5]              | Gabriela Dabrowski Darija Jurak    | Danielle Collins Aryna Sabalenka    | Markéta Vondroušová Belinda Bencic Donna Vekić Simona Halep       |
| 13 gennaio            | Hobart International 2020 Hobart, Australia WTA International 275 000 $ - Cemento - 32S/32Q/16D Singolare - Doppio                 | Elena Rybakina 7-6(7), 6-3                             | Zhang Shuai                        | Heather Watson Veronika Kudermetova | Elise Mertens Lizette Cabrera Lauren Davis Garbiñe Muguruza       |
| 13 gennaio            | Hobart International 2020 Hobart, Australia WTA International 275 000 $ - Cemento - 32S/32Q/16D Singolare - Doppio                 | Nadežda Kičenok Sania Mirza 6-4, 6-4                   | Peng Shuai Zhang Shuai             | Heather Watson Veronika Kudermetova | Elise Mertens Lizette Cabrera Lauren Davis Garbiñe Muguruza       |
| 20 gennaio 27 gennaio | Australian Open 2020 Melbourne, Australia Grande Slam 32 846 000 A$ - Cemento - 128S/96Q/64D/32X Singolare - Doppio - Doppio misto | Sofia Kenin 4-6, 6-2, 6-2                              | Garbiñe Muguruza                   | Ashleigh Barty Simona Halep         | Petra Kvitová Ons Jabeur Anett Kontaveit Anastasija Pavljučenkova |
| 20 gennaio 27 gennaio | Australian Open 2020 Melbourne, Australia Grande Slam 32 846 000 A$ - Cemento - 128S/96Q/64D/32X Singolare - Doppio - Doppio misto | Tímea Babos Kristina Mladenovic 6-2, 6-1               | Hsieh Su-wei Barbora Strýcová      | Ashleigh Barty Simona Halep         | Petra Kvitová Ons Jabeur Anett Kontaveit Anastasija Pavljučenkova |
| 20 gennaio 27 gennaio | Australian Open 2020 Melbourne, Australia Grande Slam 32 846 000 A$ - Cemento - 128S/96Q/64D/32X Singolare - Doppio - Doppio misto | Barbora Krejčíková Nikola Mektić 5-7, 6-4, [10-1]      | Bethanie Mattek-Sands Jamie Murray | Ashleigh Barty Simona Halep         | Petra Kvitová Ons Jabeur Anett Kontaveit Anastasija Pavljučenkova |

### Febbraio
| Settimana   | Torneo | Campionesse | Finaliste | Semifinaliste                        | Eliminate ai quarti                                                |
| ----------- | --- | --- | --- | ------------------------------------ | ------------------------------------------------------------------ |
| 3 febbraio  | Fed Cup 2020 Turno di qualificazione Everett, Stati Uniti - cemento (i) L'Aia, Paesi Bassi - terra rossa (i) Cluj-Napoca, Romania - cemento (i) Florianópolis, Brasile - terra rossa Cartagena, Spagna - terra rossa Bienne, Svizzera - cemento (i) Kortrijk, Belgio - cemento (i) Bratislava, Slovacchia - terra rossa (i) | Vincenti turno di qualificazione Stati Uniti 3-2 Bielorussia 3-2 Russia 3-2 Germania 4-0 Spagna 3-1 Svizzera 3-1 Belgio 3-1 Slovacchia 3-1 | Perdenti turno di qualificazione Lettonia Paesi Bassi Romania Brasile Giappone Canada Kazakistan Regno Unito |                                      |                                                                    |
| 10 febbraio | St. Petersburg Ladies Trophy 2020 San Pietroburgo, Russia WTA Premier 848 000 $ - Cemento - 28S/24Q/16D Singolare - Doppio | Kiki Bertens 6-1, 6-3 | Elena Rybakina                                                                                               | Maria Sakkarī Ekaterina Aleksandrova | Belinda Bencic Océane Dodin Petra Kvitová Anastasija Potapova      |
| 10 febbraio | St. Petersburg Ladies Trophy 2020 San Pietroburgo, Russia WTA Premier 848 000 $ - Cemento - 28S/24Q/16D Singolare - Doppio | Shūko Aoyama Ena Shibahara 4-6, 6-0, [10-3]                                                                                                | Kaitlyn Christian Alexa Guarachi                                                                             | Maria Sakkarī Ekaterina Aleksandrova | Belinda Bencic Océane Dodin Petra Kvitová Anastasija Potapova      |
| 10 febbraio | Thailand Open 2020 Hua Hin, Thailandia WTA International 275 000 $ - Cemento - 32S/24Q/16D Singolare - Doppio | Magda Linette 6-3, 6-2 | Leonie Küng                                                                                                  | Nao Hibino Patricia Maria Țig        | Elina Svitolina Wang Qiang Zheng Saisai Wang Xiyu                  |
| 10 febbraio | Thailand Open 2020 Hua Hin, Thailandia WTA International 275 000 $ - Cemento - 32S/24Q/16D Singolare - Doppio | Arina Rodionova Storm Sanders 6-3, 6-3 | Barbara Haas Ellen Perez                                                                                     | Nao Hibino Patricia Maria Țig        | Elina Svitolina Wang Qiang Zheng Saisai Wang Xiyu                  |
| 17 febbraio | Dubai Tennis Championships 2020 Dubai, Emirati Arabi WTA Premier 2 794 840 $ - Cemento - 30S/48Q/28D Singolare - Doppio | Simona Halep 3-6, 6-3, 7-6(5) | Elena Rybakina                                                                                               | Jennifer Brady Petra Martić          | Aryna Sabalenka Garbiñe Muguruza Anett Kontaveit Karolína Plíšková |
| 17 febbraio | Dubai Tennis Championships 2020 Dubai, Emirati Arabi WTA Premier 2 794 840 $ - Cemento - 30S/48Q/28D Singolare - Doppio | Hsieh Su-wei Barbora Strýcová 7-5, 3-6, [10-5]                                                                                             | Barbora Krejčíková Zheng Saisai                                                                              | Jennifer Brady Petra Martić          | Aryna Sabalenka Garbiñe Muguruza Anett Kontaveit Karolína Plíšková |
| 24 febbraio | Qatar Total Open 2020 Doha, Qatar WTA Premier 5 3 240 445 $ - Cemento - 56S/32Q/28D Singolare - Doppio | Aryna Sabalenka 6-3, 6-3 | Petra Kvitová                                                                                                | Ashleigh Barty Svetlana Kuznecova    | Garbiñe Muguruza Ons Jabeur Belinda Bencic Zheng Saisai            |
| 24 febbraio | Qatar Total Open 2020 Doha, Qatar WTA Premier 5 3 240 445 $ - Cemento - 56S/32Q/28D Singolare - Doppio | Hsieh Su-wei Barbora Strýcová 6-2, 5-7, [10-2]                                                                                             | Gabriela Dabrowski Jeļena Ostapenko                                                                          | Ashleigh Barty Svetlana Kuznecova    | Garbiñe Muguruza Ons Jabeur Belinda Bencic Zheng Saisai            |
| 24 febbraio | Abierto Mexicano de Tenis 2020 Acapulco, Messico WTA International 275 000 $ - Cemento - 32S/24Q/16D Singolare - Doppio | Heather Watson 6-4, 6(8)-7, 6-1 | Leylah Annie Fernandez                                                                                       | Renata Zarazúa Wang Xiyu             | Tamara Zidanšek Anastasija Potapova Christina McHale Zhu Lin       |
| 24 febbraio | Abierto Mexicano de Tenis 2020 Acapulco, Messico WTA International 275 000 $ - Cemento - 32S/24Q/16D Singolare - Doppio | Desirae Krawczyk Giuliana Olmos 6-3, 7-6(5)                                                                                                | Kateryna Bondarenko Sharon Fichman                                                                           | Renata Zarazúa Wang Xiyu             | Tamara Zidanšek Anastasija Potapova Christina McHale Zhu Lin       |

### Marzo
| Settimana | Torneo | Campionesse                                         | Finaliste                                 | Semifinaliste                        | Eliminate ai quarti                                                    |
| --------- | --- | --------------------------------------------------- | ----------------------------------------- | ------------------------------------ | ---------------------------------------------------------------------- |
| 2 marzo   | Open 6ème Sens Métropole de Lyon 2020 Lione, Francia WTA International 275 000 $ - Cemento indoor - 32S/24Q/16D Singolare - Doppio | Sofia Kenin 6-2, 4-6, 6-4                           | Anna-Lena Friedsam                        | Alison Van Uytvanck Dar'ja Kasatkina | Océane Dodin Caroline Garcia Camila Giorgi Viktória Kužmová            |
| 2 marzo   | Open 6ème Sens Métropole de Lyon 2020 Lione, Francia WTA International 275 000 $ - Cemento indoor - 32S/24Q/16D Singolare - Doppio | Laura Ioana Paar Julia Wachaczyk 7-5, 6-4           | Lesley Pattinama Kerkhove Bibiane Schoofs | Alison Van Uytvanck Dar'ja Kasatkina | Océane Dodin Caroline Garcia Camila Giorgi Viktória Kužmová            |
| 2 marzo   | Monterrey Open 2020 Monterrey, Messico WTA International 275 000 $ - Cemento - 32S/24Q/16D Singolare - Doppio                      | Elina Svitolina 7-5, 4-6, 6-4                       | Marie Bouzková                            | Arantxa Rus Johanna Konta            | Leylah Annie Fernandez Rebecca Peterson Wang Yafan Anastasija Potapova |
| 2 marzo   | Monterrey Open 2020 Monterrey, Messico WTA International 275 000 $ - Cemento - 32S/24Q/16D Singolare - Doppio                      | Kateryna Bondarenko Sharon Fichman 4-6, 6-3, [10-7] | Miyu Katō Wang Yafan                      | Arantxa Rus Johanna Konta            | Leylah Annie Fernandez Rebecca Peterson Wang Yafan Anastasija Potapova |

### Agosto
| Settimana             | Torneo | Campionesse                                 | Finaliste                               | Semifinaliste                        | Eliminate ai quarti                                                        |
| --------------------- | --- | ------------------------------------------- | --------------------------------------- | ------------------------------------ | -------------------------------------------------------------------------- |
| 3 agosto              | Internazionali Femminili di Palermo 2020 Palermo, Italia WTA International 202 250 $ - Terra rossa - 32S/32Q/16D Singolare - Doppio | Fiona Ferro 6-2, 7-5                        | Anett Kontaveit                         | Petra Martić Camila Giorgi           | Aljaksandra Sasnovič Elisabetta Cocciaretto Sara Errani Dajana Jastrems'ka |
| 3 agosto              | Internazionali Femminili di Palermo 2020 Palermo, Italia WTA International 202 250 $ - Terra rossa - 32S/32Q/16D Singolare - Doppio | Arantxa Rus Tamara Zidanšek 7-5, 7-5        | Elisabetta Cocciaretto Martina Trevisan | Petra Martić Camila Giorgi           | Aljaksandra Sasnovič Elisabetta Cocciaretto Sara Errani Dajana Jastrems'ka |
| 10 agosto             | Prague Open 2020 Praga, Repubblica Ceca WTA International 202 250 $ - Terra rossa - 32S/32Q/16D Singolare - Doppio                  | Simona Halep 6-2, 7-5                       | Elise Mertens                           | Irina-Camelia Begu Kristýna Plíšková | Sara Sorribes Tormo Magdalena Fręch Eugenie Bouchard Ana Bogdan            |
| 10 agosto             | Prague Open 2020 Praga, Repubblica Ceca WTA International 202 250 $ - Terra rossa - 32S/32Q/16D Singolare - Doppio                  | Lucie Hradecká Kristýna Plíšková 6-2, 6-2   | Raluca Olaru Monica Niculescu           | Irina-Camelia Begu Kristýna Plíšková | Sara Sorribes Tormo Magdalena Fręch Eugenie Bouchard Ana Bogdan            |
| 10 agosto             | Top Seed Open 2020 Lexington, Stati Uniti WTA International 202 250 $ - Cemento - 32S/24Q/16D Singolare - Doppio                    | Jennifer Brady 6-3, 6-4                     | Jil Teichmann                           | Shelby Rogers Cori Gauff             | Ons Jabeur Marie Bouzková Serena Williams Catherine Bellis                 |
| 10 agosto             | Top Seed Open 2020 Lexington, Stati Uniti WTA International 202 250 $ - Cemento - 32S/24Q/16D Singolare - Doppio                    | Hayley Carter Luisa Stefani 6-1, 7-5        | Marie Bouzková Jil Teichmann            | Shelby Rogers Cori Gauff             | Ons Jabeur Marie Bouzková Serena Williams Catherine Bellis                 |
| 17 agosto 24 agosto   | Cincinnati Open 2020 New York, Stati Uniti WTA Premier 5 1 950 079 $ - Cemento - 56S/48Q/28D Singolare - Doppio                     | Viktoryja Azaranka w/o                      | Naomi Ōsaka                             | Elise Mertens Johanna Konta          | Jessica Pegula Anett Kontaveit Maria Sakkarī Ons Jabeur                    |
| 17 agosto 24 agosto   | Cincinnati Open 2020 New York, Stati Uniti WTA Premier 5 1 950 079 $ - Cemento - 56S/48Q/28D Singolare - Doppio                     | Květa Peschke Demi Schuurs 6-1, 4-6, [10-4] | Nicole Melichar Xu Yifan                | Elise Mertens Johanna Konta          | Jessica Pegula Anett Kontaveit Maria Sakkarī Ons Jabeur                    |
| 31 agosto 7 settembre | US Open 2020 New York, Stati Uniti Grand Slam 21 656 000 $ - Cemento - 128S/128Q/64D Singolare - Doppio                             | Naomi Ōsaka 1-6, 6-3, 6-3                   | Viktoryja Azaranka                      | Jennifer Brady Serena Williams       | Julija Putinceva Shelby Rogers Cvetana Pironkova Elise Mertens             |
| 31 agosto 7 settembre | US Open 2020 New York, Stati Uniti Grand Slam 21 656 000 $ - Cemento - 128S/128Q/64D Singolare - Doppio                             | Laura Siegemund Vera Zvonarëva 6-4, 6-4     | Nicole Melichar Xu Yifan                | Jennifer Brady Serena Williams       | Julija Putinceva Shelby Rogers Cvetana Pironkova Elise Mertens             |

### Settembre
| Settimana              | Torneo | Campionesse                              | Finaliste                       | Semifinaliste                         | Eliminate ai quarti                                               |
| ---------------------- | --- | ---------------------------------------- | ------------------------------- | ------------------------------------- | ----------------------------------------------------------------- |
| 7 settembre            | Istanbul Cup 2020 Istanbul, Turchia WTA International 202 250 $ - Terra rossa - 30A/16Q/16D Singolare - Doppio                   | Patricia Maria Țig 2-6, 6-1, 7–6(4)      | Eugenie Bouchard                | Paula Badosa Gibert Tereza Martincová | Danka Kovinić Polona Hercog Aljaksandra Sasnovič Rebecca Peterson |
| 7 settembre            | Istanbul Cup 2020 Istanbul, Turchia WTA International 202 250 $ - Terra rossa - 30A/16Q/16D Singolare - Doppio                   | Alexa Guarachi Desirae Krawczyk 6-1, 6-3 | Ellen Perez Storm Sanders       | Paula Badosa Gibert Tereza Martincová | Danka Kovinić Polona Hercog Aljaksandra Sasnovič Rebecca Peterson |
| 14 settembre           | Internazionali d'Italia 2020 Roma, Italia WTA Premier 5 2 098 290 $ - Terra rossa - 56S/32Q/28D Singolare - Doppio               | Simona Halep 6-0, 2-1 rit.               | Karolína Plíšková               | Garbiñe Muguruza Markéta Vondroušová  | Julija Putinceva Viktoryja Azaranka Elina Svitolina Elise Mertens |
| 14 settembre           | Internazionali d'Italia 2020 Roma, Italia WTA Premier 5 2 098 290 $ - Terra rossa - 56S/32Q/28D Singolare - Doppio               | Hsieh Su-wei Barbora Strýcová 6-2, 6-2   | Anna-Lena Friedsam Raluca Olaru | Garbiñe Muguruza Markéta Vondroušová  | Julija Putinceva Viktoryja Azaranka Elina Svitolina Elise Mertens |
| 21 settembre           | Internationaux de Strasbourg 2020 Strasburgo, Francia WTA International 202 250 $ - Terra rossa - 32S/24Q/16D Singolare - Doppio | Elina Svitolina 6-4, 1-6, 6-2            | Elena Rybakina                  | Nao Hibino Aryna Sabalenka            | Jeļena Ostapenko Zhang Shuai Kateřina Siniaková Jil Teichmann     |
| 21 settembre           | Internationaux de Strasbourg 2020 Strasburgo, Francia WTA International 202 250 $ - Terra rossa - 32S/24Q/16D Singolare - Doppio | Nicole Melichar Demi Schuurs 6-4, 6-3    | Hayley Carter Luisa Stefani     | Nao Hibino Aryna Sabalenka            | Jeļena Ostapenko Zhang Shuai Kateřina Siniaková Jil Teichmann     |
| 28 settembre 5 ottobre | Open di Francia 2020 Parigi, Francia Grande Slam 19 694 806 $ - Terra rossa 128S/96Q/64D Singolare - Doppio                      | Iga Świątek 6-4, 6-1                     | Sofia Kenin                     | Nadia Podoroska Petra Kvitová         | Martina Trevisan Elina Svitolina Danielle Collins Laura Siegemund |
| 28 settembre 5 ottobre | Open di Francia 2020 Parigi, Francia Grande Slam 19 694 806 $ - Terra rossa 128S/96Q/64D Singolare - Doppio                      | Tímea Babos Kristina Mladenovic 6-4, 7-5 | Alexa Guarachi Desirae Krawczyk | Nadia Podoroska Petra Kvitová         | Martina Trevisan Elina Svitolina Danielle Collins Laura Siegemund |

### Ottobre
| Settimana  | Torneo | Campionesse                            | Finaliste                        | Semifinaliste                | Eliminate ai quarti                                               |
| ---------- | --- | -------------------------------------- | -------------------------------- | ---------------------------- | ----------------------------------------------------------------- |
| 19 ottobre | J&T Banka Ostrava Open 2020 Ostrava, Repubblica Ceca WTA Premier 528 500 $ - Cemento indoor - 28S/24Q/16D Singolare - Doppio | Aryna Sabalenka 6-2, 6-2               | Viktoryja Azaranka               | Maria Sakkarī Jennifer Brady | Ons Jabeur Elise Mertens Sara Sorribes Tormo Veronika Kudermetova |
| 19 ottobre | J&T Banka Ostrava Open 2020 Ostrava, Repubblica Ceca WTA Premier 528 500 $ - Cemento indoor - 28S/24Q/16D Singolare - Doppio | Elise Mertens Aryna Sabalenka 6-1, 6-3 | Gabriela Dabrowski Luisa Stefani | Maria Sakkarī Jennifer Brady | Ons Jabeur Elise Mertens Sara Sorribes Tormo Veronika Kudermetova |

### Novembre
| Settimana  | Torneo | Campionesse                          | Finaliste                         | Semifinaliste                             | Eliminate ai quarti                                                    |
| ---------- | --- | ------------------------------------ | --------------------------------- | ----------------------------------------- | ---------------------------------------------------------------------- |
| 9 novembre | Upper Austria Ladies Linz 2020 Linz, Austria WTA International 202 250 $ - Cemento indoor - 32S/24Q/16D Singolare - Doppio | Aryna Sabalenka 7-5, 6-2             | Elise Mertens                     | Barbora Krejčíková Ekaterina Aleksandrova | Océane Dodin Aljaksandra Sasnovič Nadia Podoroska Veronika Kudermetova |
| 9 novembre | Upper Austria Ladies Linz 2020 Linz, Austria WTA International 202 250 $ - Cemento indoor - 32S/24Q/16D Singolare - Doppio | Arantxa Rus Tamara Zidanšek 6-3, 6-4 | Lucie Hradecká Kateřina Siniaková | Barbora Krejčíková Ekaterina Aleksandrova | Océane Dodin Aljaksandra Sasnovič Nadia Podoroska Veronika Kudermetova |

### Cancellazioni
| Settimana originaria | Torneo | Causa |
| -------------------- | --- | --- |
| 9 marzo 16 marzo     | BNP Paribas Open 2020 Indian Wells, Stati Uniti WTA Premier Mandatory 9 437 698 $ - Cemento - 96S/48Q/32D            | Pandemia di COVID-19 del 2019-2021 |
| 23 marzo 30 marzo    | Miami Open 2020 Miami Gardens, Stati Uniti WTA Premier Mandatory 9 437 698 $ - Cemento - 96S/48Q/32D                 | Pandemia di COVID-19 del 2019-2021 |
| 6 aprile             | Volvo Car Open 2020 Charleston, Stati Uniti WTA Premier 848 000 $ - Terra verde - 56S/32Q/16D                        | Torneo convertito in un'esibizione da sedici giocatori in stile Laver Cup per la Serie Re(Open) di Tennis Channel dagli organizzatori del torneo quando si terrà a giugno. |
| 6 aprile             | WTA Bogotà 2020 Bogotà, Colombia WTA International 275 000 $ - Terra rossa - 32S/24Q/16D                             | Pandemia di COVID-19 del 2019-2021 |
| 20 aprile            | Porsche Tennis Grand Prix 2020 Stoccarda, Germania WTA Premier $ - Terra rossa indoor - 28S/32Q/16D                  | Pandemia di COVID-19 del 2019-2021 |
| 18 maggio            | Grand Prix SAR La Princesse Lalla Meryem 2020 Rabat, Marocco WTA International 275 000 $ - Terra rossa - 32S/32Q/16D | Pandemia di COVID-19 del 2019-2021 |
| 8 giugno             | Nature Valley Open 2020 Nottingham, Gran Bretagna WTA International 275 000 $ - Erba - 32S/24Q/16D                   | Pandemia di COVID-19 del 2019-2021 |
| 8 giugno             | Rosmalen Open 2020 's-Hertogenbosch, Paesi Bassi WTA International 275 000 $ - Erba - 32S/24Q/16D                    | Pandemia di COVID-19 del 2019-2021 |
| 15 giugno            | Grass Court Championships Berlin 2020 Berlino, Germania WTA Premier 1 088 000 $ - Erba - 32S/24Q/16D                 | Pandemia di COVID-19 del 2019-2021 |
| 15 giugno            | Nature Valley Classic 2020 Birmingham, Gran Bretagna WTA International 275 000 $ - Erba - 32S/24Q/16D                | Pandemia di COVID-19 del 2019-2021 |
| 22 giugno            | Eastbourne International 2020 Eastbourne, Gran Bretagna WTA Premier 1 122 000 $ - Erba - 48S/24Q/16D                 | Pandemia di COVID-19 del 2019-2021 |
| 22 giugno            | Bad Homburg Open 2020 Bad Homburg, Germania WTA International 275 000 $ - Erba - 32S/8Q/16D                          | Pandemia di COVID-19 del 2019-2021 |
| 29 giugno 6 luglio   | Torneo di Wimbledon 2020 Londra, Gran Bretagna Grande Slam £ - Erba - 128S/128Q/64D/16Q/48X                          | Pandemia di COVID-19 del 2019-2021 |
| 13 luglio            | BRD Bucarest Open 2020 Bucarest, Romania WTA International 275 000 $ - Terra rossa - 32S/32Q/16D                     | Pandemia di COVID-19 del 2019-2021 |
| 13 luglio            | Ladies Open Lausanne 2020 Losanna, Svizzera WTA International 275 000 $ - Terra rossa - 32S/24Q/16D                  | Pandemia di COVID-19 del 2019-2021 |
| 20 luglio            | Baltic Open 2020 Jūrmala, Lettonia WTA International 275 000 $ - Terra rossa - 32S/24Q/16D                           | Pandemia di COVID-19 del 2019-2021 |
| 13 aprile            | Fed Cup 2020 Fase finale Budapest, Ungheria - Terra rossa indoor                                                     | L'annuale Fed Cup e i Giochi della XXXII Olimpiade sono stati rimandati al 2021 a causa della pandemia di COVID-19 del 2019-2020                                           |
| 27 luglio            | Tennis ai Giochi della XXXII Olimpiade Tokyo, Giappone Olimpiadi Cemento - 64S/32D/16X                               | L'annuale Fed Cup e i Giochi della XXXII Olimpiade sono stati rimandati al 2021 a causa della pandemia di COVID-19 del 2019-2020                                           |
| 3 agosto             | Mubadala Silicon Valley Classic 2020 San Jose, Stati Uniti WTA Premier 876 183 $ - Cemento - 28S/16Q/16D             | Pandemia di COVID-19 del 2019-2020 |
| 3 agosto             | Citi Open 2020 Washington, Stati Uniti WTA International 275 000 $ - Cemento - 32S/16Q/16D                           | Pandemia di COVID-19 del 2019-2020 |
| 10 agosto            | Rogers Cup 2020 Montréal, Canada WTA Premier 5 $ - Cemento - 56S/48Q/28D                                             | Pandemia di COVID-19 del 2019-2020 |
| 23 agosto            | Albany Open 2020 Albany, Stati Uniti WTA International 275 000 $ - Cemento - 32S/16Q/16D                             | Pandemia di COVID-19 del 2019-2020 |
| 14 settembre         | Mutua Madrid Open Madrid, Spagna WTA Premier Mandatory 7 966 082 $ - Terra rossa - 64S/32Q/28D                       | Pandemia di COVID-19 del 2019-2020 |
| 14 settembre         | Hana-cupid Japan Women's Open 2020 Hiroshima, Giappone WTA International 275 000 $ - Cemento - 32S/16Q/16D           | Pandemia di COVID-19 del 2019-2020 |
| 8 ottobre            | Hana Bank Korea Open 2020 Seul, Corea del Sud WTA International 525 000 $ - Cemento - 32S/16Q/16D                    | Pandemia di COVID-19 del 2019-2020 |
| 12 ottobre           | Hong Kong Open 2020 Hong Kong, Hong Kong WTA International 525 000 $ - Cemento - 32S/16Q/16D                         | Pandemia di COVID-19 del 2019-2020 |
| 12 ottobre           | Tianjin Open 2020 Tientsin, Cina WTA International 275 000 $ - Cemento - 32S/16Q/16D                                 | Pandemia di COVID-19 del 2019-2020 |
| 12 ottobre           | China Open 2020 Pechino, Cina WTA Premier Mandatory $ - Cemento - 60S/32Q/28D                                        | Pandemia di COVID-19 del 2019-2020 |
| 19 ottobre           | Wuhan Open 2020 Wuhan, Cina WTA Premier 5 $ - Cemento - 56S/32Q/28D                                                  | Pandemia di COVID-19 del 2019-2020 |
| 19 ottobre           | Jiangxi International Women's Tennis Open 2020 Nanchang, Cina WTA International 275 000 $ - Cemento - 32S/24Q/16D    | Pandemia di COVID-19 del 2019-2020 |
| 19 ottobre           | BGL BNP Paribas Luxembourg Open 2020 Lussemburgo, Lussemburgo WTA International 275 000 $ - Cemento - 32S/16Q/16D    | Pandemia di COVID-19 del 2019-2020 |
| 26 ottobre           | Zhengzhou Open 2020 Zhengzhou, Cina WTA Premier $ - Cemento - 28S/32Q/16D                                            | Pandemia di COVID-19 del 2019-2020 |
| 26 ottobre           | Kremlin Cup 2020 Mosca, Russia WTA Premier $ - Cemento indoor - 28S/32Q/16D                                          | Pandemia di COVID-19 del 2019-2020 |
| 2 novembre           | Toray Pan Pacific Open 2020 Tokyo, Giappone WTA Premier $ - Cemento - 28S/24Q/16D                                    | Pandemia di COVID-19 del 2019-2020 |
| 9 novembre           | WTA Finals 2020 Shenzhen, Cina Torneo di fine anno 14 000 000 $ - Cemento indoor - 8S (RR)/8D                        | Pandemia di COVID-19 del 2019-2020 |
| 16 novembre          | WTA Elite Trophy 2020 Zhuhai, Cina Torneo di fine anno 2 600 000 $ - Cemento indoor - 12S (RR)/6D (RR)               | Pandemia di COVID-19 del 2019-2020 |
| 23 novembre          | Guangzhou International Women's Open 2020 Canton, Cina WTA International 275 000 $ - Terra rossa - 32S/24Q/16D       | Pandemia di COVID-19 del 2019-2020 |

## Distribuzione punti
| Descrizione                | W            | F            | SF   | QF                                                                        | R16                                                                       | R32                                                                       | R64                                                                       | R128                                                                      | QLFR                                                                      | Q3                                                                        | Q2 | Q1 |
| -------------------------- | ------------ | ------------ | ---- | ------------------------------------------------------------------------- | ------------------------------------------------------------------------- | ------------------------------------------------------------------------- | ------------------------------------------------------------------------- | ------------------------------------------------------------------------- | ------------------------------------------------------------------------- | ------------------------------------------------------------------------- | -- | -- |
| Grand Slam (S)             | 2000         | 1300         | 780  | 430                                                                       | 240                                                                       | 130                                                                       | 70                                                                        | 10                                                                        | 40                                                                        | 30                                                                        | 20 | 2  |
| Grand Slam (D)             | 2000         | 1300         | 780  | 430                                                                       | 240                                                                       | 130                                                                       | 10                                                                        | -                                                                         | 48                                                                        | -                                                                         | -  | -  |
| WTA Finals (S)             | 1500* (+420) | 1080* (+330) | 750* | (250 per ogni match del girone vinto 125 per ogni match del girone perso) | (250 per ogni match del girone vinto 125 per ogni match del girone perso) | (250 per ogni match del girone vinto 125 per ogni match del girone perso) | (250 per ogni match del girone vinto 125 per ogni match del girone perso) | (250 per ogni match del girone vinto 125 per ogni match del girone perso) | (250 per ogni match del girone vinto 125 per ogni match del girone perso) | (250 per ogni match del girone vinto 125 per ogni match del girone perso) | -  | -  |
| WTA Finals (D)             | 1500         | 1080         | 750  | 375                                                                       | -                                                                         | -                                                                         | -                                                                         | -                                                                         | -                                                                         | -                                                                         | -  | -  |
| Premier Mandatory (96S)    | 1000         | 650          | 390  | 215                                                                       | 120                                                                       | 65                                                                        | 35                                                                        | 10                                                                        | 30                                                                        | -                                                                         | 20 | 2  |
| Premier Mandatory (64S)    | 1000         | 650          | 390  | 215                                                                       | 120                                                                       | 65                                                                        | 10                                                                        | -                                                                         | 30                                                                        | -                                                                         | 20 | 2  |
| Premier Mandatory (28/32D) | 1000         | 650          | 390  | 215                                                                       | 120                                                                       | 10                                                                        | -                                                                         | -                                                                         | -                                                                         | -                                                                         | -  | -  |
| Premier 5 (56S)            | 900          | 585          | 350  | 190                                                                       | 105                                                                       | 60                                                                        | 1                                                                         | -                                                                         | 30                                                                        | 20                                                                        | 12 | 1  |
| Premier 5 (28D)            | 900          | 585          | 350  | 190                                                                       | 105                                                                       | 1                                                                         | -                                                                         | -                                                                         | -                                                                         | -                                                                         | -  | -  |
| WTA Elite Trophy           | 700*         | 440*         | 240* | (120 per ogni match del girone vinto 40 per ogni match del girone perso)  | (120 per ogni match del girone vinto 40 per ogni match del girone perso)  | (120 per ogni match del girone vinto 40 per ogni match del girone perso)  | (120 per ogni match del girone vinto 40 per ogni match del girone perso)  | (120 per ogni match del girone vinto 40 per ogni match del girone perso)  | (120 per ogni match del girone vinto 40 per ogni match del girone perso)  | (120 per ogni match del girone vinto 40 per ogni match del girone perso)  | -  | -  |
| Premier (56S)              | 470          | 305          | 185  | 100                                                                       | 55                                                                        | 30                                                                        | 1                                                                         | -                                                                         | 12                                                                        | -                                                                         | 8  | 1  |
| Premier (32S)              | 470          | 305          | 185  | 100                                                                       | 55                                                                        | 1                                                                         | -                                                                         | -                                                                         | 25                                                                        | 16                                                                        | 10 | 1  |
| Premier (16D)              | 470          | 305          | 185  | 100                                                                       | 1                                                                         | -                                                                         | -                                                                         | -                                                                         | -                                                                         | -                                                                         | -  | -  |
| International (56S)        | 280          | 180          | 110  | 60                                                                        | 30                                                                        | 15                                                                        | 1                                                                         | -                                                                         | 10                                                                        | -                                                                         | 6  | 1  |
| International (32S)        | 280          | 180          | 110  | 60                                                                        | 30                                                                        | 1                                                                         | -                                                                         | -                                                                         | 18                                                                        | 14                                                                        | 10 | 1  |
| International (16D)        | 280          | 180          | 110  | 60                                                                        | 1                                                                         | -                                                                         | -                                                                         | -                                                                         | -                                                                         | -                                                                         | -  | -  |

## Ranking a fine anno
Nelle tabelle riportate sono presenti le prime dieci tenniste a fine stagione.

### Singolare
| #   | Giocatrice        | Punti | Rank. 2019 | /       |
| 1.  | Ashleigh Barty    | 8.717 | 1          | Stabile |
| 2.  | Simona Halep      | 7.255 | 4          | 2       |
| 3.  | Naomi Ōsaka       | 5.780 | 3          | Stabile |
| 4.  | Sofia Kenin       | 5.760 | 14         | 10      |
| 5.  | Elina Svitolina   | 5.260 | 6          | 1       |
| 6.  | Karolína Plíšková | 5.205 | 2          | 4       |
| 7.  | Bianca Andreescu  | 4.555 | 5          | 2       |
| 8.  | Petra Kvitová     | 4.516 | 7          | 1       |
| 9.  | Kiki Bertens      | 4.505 | 9          | Stabile |
| 10. | Aryna Sabalenka   | 4.220 | 11         | 1       |

 Barty ha mantenuto la prima posizione per tutta la stagione, nonostante la sua assenza dal campo dal 28 febbraio; il mondo del tennis è stato bloccato a causa della Pandemia di COVID-19 del 2019-2021 dal 9 marzo al 3 agosto).

### Doppio
| #   | Giocatrice          | Punti | Rank. 2019 | /       |
| 1.  | Hsieh Su-wei        | 9.010 | 4          | 3       |
| 2.  | Barbora Strýcová    | 8.945 | 1          | 1       |
| 3.  | Kristina Mladenovic | 8.115 | 2          | 1       |
| 4.  | Tímea Babos         | 7.955 | 3          | 1       |
| 5.  | Aryna Sabalenka     | 7.575 | 5          | Stabile |
| 6.  | Elise Mertens       | 7.490 | 6          | Stabile |
| 7.  | Barbora Krejčíková  | 5.955 | 13         | 6       |
| 8.  | Kateřina Siniaková  | 5.865 | 7          | 1       |
| 9.  | Xu Yifan            | 5.820 | 8          | 1       |
| 10. | Gabriela Dabrowski  | 5.675 | 8          | 2       |

Nel corso della stagione tre giocatrici hanno occupato la prima posizione:
- Strycova = fine 2019 – 2 febbraio 2020
- Hsieh = 3 febbraio – 23 febbraio
- Mladenovic = 24 febbraio – 1º marzo
- Hsieh = 2 marzo – fine anno